# Mahmud Abouhalima
Mahmud Abouhalima (en arabe : محمود أبو حليمه), né en 1959 à Kafr el-Dawwar en Égypte, est un terroriste islamiste. Il est l'un des planificateurs de l'attentat du World Trade Center de 1993. Lors de son procès, il refuse de coopérer avec la police américaine. En mars 1994, il est reconnu coupable lors du procès de l’attentat du World Trade Center. 

## Biographie
Abouhalima grandit à Kafr El-Dawwar, une ville au nord de l'Égypte, à côté d'Alexandrie. Il participe à un camp de jeunes musulmans et prend des cours d'islam politique à l'Université d'Alexandrie. Il s'implique dans le mouvement Gamaa al-Islamiya d'Omar Abdel Rahman. 
À 21 ans, il quitte l'Égypte pour l'Allemagne de l'Ouest où il entre avec un visa touristique une semaine avant l'assassinat du président égyptien Anwar Sadat. En 1982, le gouvernement allemand essaie de l'expulser mais est contraint de le laisser vivre à Munich après qu'Abouhalima se marie à la hâte avec une infirmière allemande de sa résidence. 
En 1985, Abouhalima divorce de son premier mariage et épouse une autre Allemande, Marianne Weber. Après plusieurs années éloigné de la religion, il relit le Coran et retourne à un quotidien religieux. Sa femme se convertit et le couple immigre aux États-Unis en 1985 avec des visas de trois mois. Il entre dans la communauté musulmane de Brooklyn. Il devient chauffeur de taxi de New York et est volontaire dans un centre de réfugiés afghans à Brooklyn. Il rejoint également l'Afghanistan où son implication militaire n'est pas définie. Lorsqu'Omar Abdel Rahman rejoint la banlieue de New York en 1990, Abouhalima devient son chauffeur et garde du corps. 
Arrêté en Égypte un mois après l'attentat du World Trade Center de février 1993, Mahmud Abouhalima est torturé par les autorités égyptiennes qui souhaitent également le tuer.
En mai 1994, il est condamné à 240 années d'emprisonnement. Après appel, la peine est réduite à 1 300 mois. En 2021, l'une de ses condamnations est annulée, réduisant sa peine de 30 ans. Il est emprisonné dans la prison de très haute sécurité ADX Florence.